# ویلیام وینزور (بانکدار)

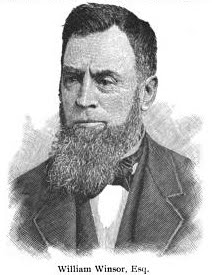
ویلیام وینسور

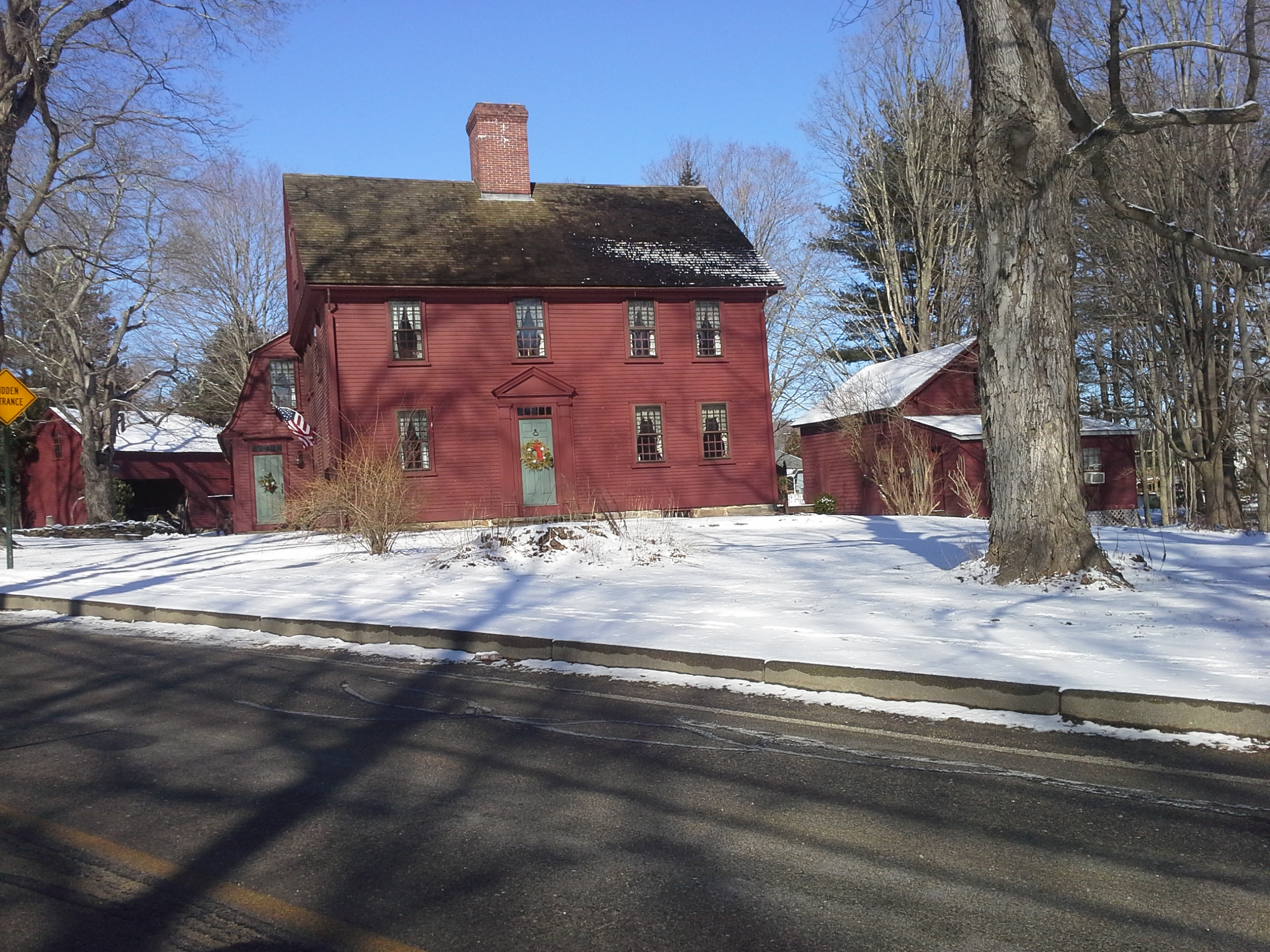
مزرعه واترمن- خانه وینزور

ویلیام وینزور (۱۸۱۹–۱۹۰۴) یک بشردوست، خزانه دار شهر، افسر بانک، کشاورز، حامی آموزش و یکی از بنیانگذاران کتابخانه عمومی گرینویل بود. او اهل اسمیتفیلد، رود آیلند بود، جایی که مدرسه ویلیام وینزور به نام او نامگذاری شد.
ویلیام وینزور در سال ۱۸۱۹ در گرینویل رود آیلند به دنیا آمد و در مزرعه خانواده بزرگ شد. وینسور از نوادگان مستقیم برخی از مهاجران اولیه بود که اسمیتفیلد را از بومیان آمریکایی خریداری کردند و مزرعه واترمن-وینزور را ساختند. وینسور از سال ۱۸۴۱ تا ۱۸۴۲ در مدرسه علمیه اسمیت‌ویل در Scituate شرکت کرد و پس از فارغ‌التحصیلی در مدارس منطقه در منطقه اسمیتفیلد تدریس کرد. ویلیام وینسور در سال ۱۸۴۴ با هریت استیر ازدواج کرد و سپس صاحب یک پسر به نام نیکلاس وینسور شد. در سال ۱۸۴۵ او به عنوان صندوقدار بانک صرافی اسمیتفیلد در گرین‌ویل جایگزین عمویش شد و بعداً صندوقدار بانک صرافی ملی شد و سپس در نهایت خزانه‌دار بانک پس‌انداز اسمیتفیلد شد. در طول جنگ داخلی آمریکا، وینزور به عضویت کمیته ای منصوب شد تا به مردان اسمیتفیلد که برای مبارزه برای آرمان اتحادیه ثبت نام کرده بودند، جوایزی بدهد. در سال ۱۸۸۱ او یکی از مؤسسان اولیه کتابخانه عمومی گرینویل بود و مجموعه کتابخانه مؤسسه لافام را به کتابخانه عمومی اهدا کرد. وینسور یکی از اعضای فعال کلیسای باپتیست با اراده آزاد گرین ویل بود. کمک‌های زیادی به سازمان آموزشی باپتیست آزاد کرد. از جمله مؤسسه لافام در سیتیوت، کالج بیتس در مین و کالج استورر، مدرسه ای برای بردگان آزاد شده در ویرجینیای غربی که پس از جنگ داخلی تأسیس شد.